# Президентская кампания Екатерины Дунцовой (2024)
Журналистка и бывший депутат Ржевской городской думы Екатери́на Серге́евна Дунцо́ва 16 ноября 2023 года заявила о своём намерении баллотироваться на пост президента Российской Федерации на выборах в марте 2024 года. Оппозиционный кандидат, выступивший против действующего российского президента Владимира Путина, войны с Украиной и за освобождение российских политзаключённых. На момент своего выдвижения Дунцова также была единственной женщиной, публично заявлявшей о намерении зарегистрироваться кандидатом на выборы президента России в 2024 году.

## Кандидат
Екатерина Дунцова родилась 24 апреля 1983 года в Красноярске. В 1995 году переехала в Ржев Тверской области, где окончила среднюю школу. Имеет два высших образования: юридическое и в области телевизионной журналистики.
В 2009 году Дунцова собрала более 4000 подписей против отмены выборов мэра Ржева. Летом 2017 года участвовала в инициативной группе, собиравшей подписи за возвращение прямых выборов мэра Ржева. С 2019 по 2022 год являлась депутатом Ржевской городской думы Тверской области.
По состоянию на 2023 год работала журналисткой и координировала работу волонтёрского поисково-спасательного отряда в Ржеве. 

## Контекст
8 декабря 2023 года российский президент Владимир Путин объявил о своём намерении баллотироваться на президентских выборах 2024 года. Для Путина это означало выдвижение на его пятый президентский срок. При этом ещё с осени 2023 года в Кремле открыто говорили о грядущей победе Путина на выборах, хотя тогда он публично не объявлял о своих планах претендовать на очередной президентский пост.
Российский политолог Александр Кынев отмечал, что интриги на президентских выборах в России не существовало с 2004 года, однако для российской власти выборы играли «статусную роль» и должны были демонстрировать, что большинство населения поддерживает Путина. Поэтому в условиях отсутствия интриги на выборах российская власть пыталась обеспечить высокую явку на избирательные участки — рекордные 80 %. Экс-координатор наблюдателей от общественного движения «Голос» в Московской области Инна Карезина отмечала, что при низкой явке властям проще фальсифицировать выборы. По её мнению, власти РФ придерживались стратегии: агитировать собственный электорат и демотивировать оппозиционный.
Необходимость на выборах в 2024 году команде Путина была обеспечить российскому правителю около 80 % рекордных голосов также подчёркивает издание Deutsche Welle. Социологические службы, связанные с российскими государственными структурами, утверждают, что уровень народной поддержки россиянами политики Путина достигает 77-78,5 %. При этом, по мнению ряда политологов, реальный рейтинг Путина среди российского населения был гораздо ниже. Так, политолог Аббас Галлямов считал, что реальная электоральная поддержка Путина составляла около 35 %, остальной рейтинг обеспечивается с помощью электоральных технологий и фальсификаций.
Российская оппозиция подошла к выборам в условиях зачистки политического поля, происходящей на фоне вторжения России в Украину.
Кремль вмешивался в ход любых российских выборов на всех уровнях. В ходе подготовки к президентской кампании 2024 года Администрация президента РФ подбирала удобных для Путина кандидатов на выборах. По данным издания Meduza, одним из критериев для допуска на выборы президента должен стать возраст кандидатов — не менее 50 лет, чтобы на их фоне Путин не казался «дедом». При этом издание «Ведомости» в сентябре 2023 года писало, что в Кремле рассматривали возможность допуска на выборы согласованного «либерального» кандидата. Знакомый Бориса Надеждина рассказывал «Медузе», что Надеждину якобы предложили выдвигаться в президенты в Администрации президента РФ. Сам Надеждин утверждает, что не согласовывал свою кандидатуру с Кремлём.
Русская служба Би-би-си назвала Екатерину Дунцову «единственным неожиданным кандидатом» на выборах.

## Ход кампании
16 ноября 2023 года Дунцова заявила о намерении баллотироваться в президенты Российской Федерации в качестве независимого кандидата; в тот же день объявила о сборе контактов людей, готовых оставить за неё подпись. Своё желание Екатерина объяснила тем, что «последние десять лет Россия движется не в том направлении: курс направлен не на развитие, а на самоуничтожение».
20 ноября Дунцова была вызвана в прокуратуру на рассмотрение её позиции по российско-украинской войне.
6 декабря Дунцова обратилась к своей аудитории за финансовой поддержкой, однако вскоре она сообщила, что банк ВТБ заблокировал переводы на её имя. Собранные средства планировалось потратить на проведение встреч с избирателями, организацию штаба в Москве и выпуск агитационных материалов.
17 декабря Дунцова провела официальную встречу группы избирателей в Москве, собрав необходимые 500 подписей. В ходе проведения собрания в зале заседения пропадал свет, а после включения электричества на месте собрания появились полицейские, которые по их словам прибыли на вызов, никак не связанный с собранием.
21 декабря к нотариусу, заверившему протокол о регистрации инициативной группы Дунцовой, пришла проверка из Министерства юстиции. Тогда Дунцова заявила: «Я опасаюсь, что таким образом власти пытаются дискредитировать документы о моем выдвижении, представленные в ЦИК вчера… К нотариусу, который заверял протокол собрания инициативной группы Путина, с проверкой почему-то не приходили!».
После подачи документов в ЦИК Дунцова анонсировала открытие своих избирательных штабов в российских регионах. Ей предстояло открыть избирательный счёт и собрать не менее 300 тысяч подписей избирателей, причём не более 7.5 тысяч подписей от одного субъекта РФ.
Прокремлёвские СМИ заявляли, что Дунцову «финансирует беглый олигарх Михаил Ходорковский», однако не предоставили никаких доказательств в пользу таких утверждений. Источники издания Sotaproject из окружения Ходорковского заявили, что они не финансировали Дунцову: «Они реально сами собрали деньги. Поскольку Дунцовой вряд ли дадут зарегистрироваться, МБХ это не интересно».
При этом сама Дунцова в одном из своих интервью говорила, что ей помогают люди из проекта «Наш штаб», который запустила команда организации «Ковчег». «Ковчег» же основала юрист Анастасия Буракова при поддержке «Антивоенного комитета России», одним из учредителей которого является Михаил Ходорковский. Однако сама Буракова утверждала, что к выдвижению Дунцовой не имеет отношения «ни Ходорковский, ни кто-либо ещё из известных людей с крупным капиталом. Если честно, мы с ним [выдвижение Дунцовой] даже не обсуждали. Я видела в соцсетях, что они [Антивоенный комитет России] планируют какую-то свою кампанию, поэтому с этим вопросом он не обращался».

### Отказ в регистрации
23 декабря Центральная Избирательная Комиссия вынесла решение об отказе в регистрации Дунцовой в качестве кандидата в президенты, заявив, что в представленных ею документах обнаружилось 100 ошибок. Член ЦИК Евгений Шевченко заявил: «Мы внимательно изучили документы, и у нас создалось впечатление, что они сделаны на скорую руку без соблюдения правовых норм». По его словам, в заявлениях 20 % членов инициативной группы Дунцовой были ошибки, поэтому ей было отказано в регистрации. За отказ в регистрации Дунцовой члены комиссии ЦИК проголосовали единогласно.
Юрист инициативной группы Дунцовой Пётр Карманов заявил: «Ошибки, найденные ЦИК в протоколе, никак не влияют на действительность решения собрания. Всем, включая членов ЦИК, очевидно, что там действительно были 500 граждан России, которые решили выдвинуть Дунцову. Обоснование решения ЦИК — формальные придирки, не соответствующие ч. 16 ст. 34 ФЗ „О выборах Президента РФ“». Борис Надеждин отмечал, что мелкие ошибки при сборе подписей у большого количества людей неизбежны, однако «из-за этого блокировать возможность человека стать президентом это какое-то безумие». Однако сопредседатель движения «Голос» Станислав Андрейчук назвал отказ в регистрации инициативной группы «обоснованным», а ошибки штаба Дунцовой «детскими». Недочёты в подготовке документов Андрейчук объяснил «отсутствием времени или нежеланием самого кандидата реально участвовать в выборах».
Глава ЦИК Элла Памфилова, комментируя отказ в регистрации, обратилась к Дунцовой со словами: «Екатерина Сергеевна, вы молодая женщина, у вас всё ещё впереди. Любой минус всегда можно перевести в плюс, любой опыт — всё равно опыт». В СМИ отмечалось, что со схожими словами Памфилова обращалась к Алексею Навальному в декабре 2017 года, когда ЦИК отказал ему в регистрации кандидатом в президенты на выборы 2018 года: «Вы молодой, перспектива хорошая, как говорится, всё у вас ещё впереди».
24 декабря Дунцова получила от ЦИК официальный документ, в котором официальный отказ в регистрации был сформулирован как «группа избирателей не была создана». Сама Дунцова заявила, что представители ЦИК присутствовали на собрании группы избирателей и видели, как эта группа была создана.
После отказа в регистрации Дунцова также заявила, что намерена обжаловать решение ЦИК в Верховном суде России. По её словам, решение ЦИК «не основано на законе, все основания для отказа приведены в законе о выборах президента России и никакие перечисленные недостатки таковыми не являются». Однако 27 декабря судья Верховного суда Олег Нефёдов подтвердил решение ЦИК о недопуске Дунцовой к выборам. Дунцова и её команда намерены обжаловать решение Верховного суда, так как считают, что те ошибки, на которые указали ЦИК и суд, носят технический и формальный характер.
Политолог Александр Кынев отмечал, что Дунцовой отказали именно на этапе регистрации, «потому что сам процесс сбора подписей это уже агиткампания, которая власти не нужна».
Согласно источникам издания Meduza, ни Дунцова, ни другие антивоенные кандидаты к участию в выборах допущены не будут «ни в каких сценариях». При этом, по словам журналистов, в администрации президента России были уверены, что недопуск таких кандидатов не приведёт ни к уличным протестам, ни к каким-то другим серьёзным последствиям.

### Вопрос объединения с другими политическими силами
После отказа от регистрации на выборах в порядке самовыдвижения, у Дунцовой оставалась теоретическая возможность быть выдвинутой кандидатом на выборы от какой-либо партии.
В день отказа от регистрации на выборах Дунцова обратилась к политической партии «Яблоко» и её основателю Григорию Явлинскому с просьбой выдвинуть её кандидатом от этой партии. Она заявила: «Соратники! На 17 марта назначены „выборы“ президента России. Уверена, что никто из нас не питает иллюзий на их счёт. Но нельзя и бездействовать! Это последняя легальная возможность гражданам заявить о своем несогласии с проводимой текущими властями политикой».
Однако Явлинский в эфире программы «Живой гвоздь» заявил: «Не надо говорить бессмыслицы… „Яблоко“ не может выдвинуть Дунцову. Исключено. Потому что мы её не знаем». Явлинский также заявил, что не будет сам выдвигаться в кандидаты на выборах президента и партия «Яблоко» никого выдвигать не будет: «Нам не нужно. Мы не видим цели. Мы не играем в эту игру». Зампред «Яблока» Максим Круглов заявил, что его партия не может выдвигать «человека из ниоткуда», не имеющего «политической биографии». По словам Круглова, «в сложившихся условиях это не выборы и кандидат с антивоенной позицией (в условиях в том числе фальсификаций) наберёт меньше одного процента, что дискредитирует саму антивоенную позицию и легитимизирует режим и войну». Заместитель председателя регионального отделения «Яблока» в Москве Кирилл Гончаров заявил: «Странно обращаться в „Яблоко“ в последний момент, всё время до этого повторяя: я вне партий».
На стриме в YouTube-канале журналиста Александра Плющева Дунцова также заявила, что в случае отказа «Яблока» будет рассматривать и другие субъекты выдвижения, в частности, «Партию роста» и «Зелёную альтернативу». Лидер «Партии роста» Борис Титов никак не комментировал это обращение; впоследствии партия поддержала кандидата от «Новых людей» Владислава Даванкова.
Также Дунцова заявляла, что её штаб готов к объединению с избирательным штабом Бориса Надеждина. Представители Надеждина заявили, что рассмотрят такую возможность.
Дунцова говорила и о готовности поддержать Евгения Ройзмана, если тот пойдёт на президентские выборы.

## Программа и взгляды
Дунцова заявляла: «у меня есть надежда, что Россия может быть изменена демократическим путем. Я уверена, что стоит пытаться, что нас много и любая попытка лучше бездействия!».
Дунцова выступает за прекращение российско-украинской войны, демократические реформы, освобождение политзаключённых, в частности Алексея Навального, восстановление отношений с внешним миром, изменение бюджетных приоритетов и поддержку меньшинств, в частности ЛГБТ. Выступала против ограничений на аборты. При этом она высказывалась осторожно против российского вторжения в Украину, указывая: «Я, к сожалению, не могу позволить себе глубоко погружаться в эту тему, находясь в России». Также Дунцова избегала прямой критики Владимира Путина, говоря, что не хочет переходить на личности, однако замечала, что «можно критиковать политику сегодняшней власти, можно критиковать определённые законы, принятые решения».
Чтобы оставаться в правовом поле России, она заявила, что будет называть боевые действия в Украине «специальной военной операцией». По той же причине она отказалась комментировать судьбу аннексированных территорий при потенциальном заключении мира с Украиной. При этом Дунцова заявляла, что россияне должны избавляться от «синдрома коллективной вины». Также она заявляла, что «может понять» россиян, отправившихся добровольцами на войну в Украину. В частности, она выступала за то, чтобы одна из улиц во Ржеве была названа в честь Артура Тулякова — погибшего участника вторжения в Украину, добровольно пошедшего на войну. При этом Дунцова говорила, что Туляков заслужил это своей волонтёрской деятельностью в России.
Дунцова заявляла: «Часто говорю, что сменяемость власти у нас должна быть. Не должно быть чёткой вертикали власти, это приводит к ручному управлению, про которое очень любят все говорить. Но у этого ручного управления есть обратная сторона — это отсутствие желания у людей как-либо принимать участие в развитии гражданского общества, потому что они видят, что за них это решение принимается, им не хочется, соответственно, активность проявлять». По её мнению, Россия должна быть не суперпрезидентской, а парламентской республикой.
Она говорила, что хочет сделать Россию мирной, дружелюбной и «с человеческим лицом». На её предвыборном сайте утверждается: «Нам предстоит отменить все бесчеловечные законы, восстановить отношения с внешним миром. Изменить приоритеты бюджета: тратить деньги на улучшение жизни граждан, а не на новые танки. Вернуть отнятые свободы».
О своих шансах на победу на выборах Дунцова говорила, что «не будет заниматься самообманом» и говорить: «Поверьте, люди, мы обязательно победим». По её словам, необходимо реалистично оценивать своих шансы на победу, чтобы «избежать глубокого разочарования от результата, чтобы люди не лежали в депрессии, как после 24 февраля». Свой электоральный потенциал она оценивала в 10—15 % населения России. Своей главной электоральной группой она считала людей, разделяющих демократические ценности и скептически относящихся к избирательной системе в России. По оценке издания The Insider, Дунцова адресовала свою антивоенную и антипутинскую риторику прежде всего молодой аудитории.

## Оценки
Некоторые обозреватели сравнивали её с белорусской оппозиционеркой Светланой Тихановской. Однако сама Дунцова выступала против таких параллелей.
Также некоторые обозреватели заявляли о том, что Дунцова может быть «спойлером» Владимира Путина. Так публицист Александр Невзоров называл Дунцову «продуктом администрации президента РФ». Однако такие политологи, как Михаил Савва и Михаил Комин, заявляли, что не верят, что за Дунцовой кто-нибудь стоит.
Александра Поливанова из организации «Мемориал» заявляла, что Дунцова вселяет надежду на перемены своей «безбашенностью». Немецкие издания, писавшие о Дунцовой, выделяли её решительность и смелость во время выдвижения в президенты России. Однако издание Frankfurter Rundschau называло это «отчаянной идеей». Также немецкими изданиями отмечалось, что Дунцовой может угрожать тюрьма за её политическую деятельность.
Соратник Навального Иван Жданов после отказа Дунцовой в регистрации кандидатом на выборы президента отметил: «Путин испугался женщину вообще без известного имени и истории. Поразительный трус».